# Masamune Shirow
Masamune Shirow (jap. 士郎 正宗 Shirō Masamune; ur. 23 listopada 1961) – japoński mangaka, jego prawdziwe nazwisko Masanori Ōta (jap. 太田 まさのり Ōta Masanori). 
Pseudonim artysty pochodzi od imienia Masamune Okazakiego, japońskiego płatnerza. Ukończył studia z zakresu malarstwa olejnego w Akademii Sztuk Pięknych w Osace. Przez rok pracował jako nauczyciel plastyki, po czym przeszedł do zawodu mangaki.
Najbardziej znany z mangi Ghost in the Shell, która stała się podstawą filmu Mamoru Oshiiego o tym samym tytule, serialu Ghost in the Shell "Stand Alone Complex" oraz gier komputerowych (na konsolę Sony PlayStation o tym samym tytule oraz na PC "Ghost in The Shell: Stand Alone Complex: First Assault Online" produkcji koreańskiej firmy Nexon)    
Mieszka w Kobe. Najbardziej ceni sobie prywatność i unika kontaktów z prasą. Pracuje sam, co jest ewenementem wśród japońskich rysowników komiksowych, którzy zatrudniają do pracy asystentów). Raz miał asystenta, ale, jak sam twierdzi, nie potrafił znaleźć mu zajęcia.

## Początki kariery
Początkowo znany tylko w Japonii. Debiutował mangą Black Magic M-66 w fanzinie Atlas. Na rynku od razu debiutował wydaniem tomowym i nakładem wydawnictwa Seishinsha wydał komiks Appleseed, za który otrzymał nagrodę Seiun Sho w ogólnojapońskim konkursie twórczości science-fiction. Jest to sytuacja wyjątkowa na japońskim rynku, ponieważ autorzy z reguły zaczynają od komiksu serializowanego na łamach jakiegoś magazynu.
Obecnie jest jednym z najsłynniejszych twórców japońskiego komiksu.

## Cechy stylu
Wiele jego prac posiada pewne cechy wspólne. Główną bohaterką jest kobieta o silnym temperamencie, z zawodu funkcjonariusz prawa albo wojowniczka. Komiks jest tworzony w konwencji science-fiction, silnie inspirowany cyberpunkiem. 

## Mangi i ArtBooki
- Angel Star 2001 Calendar
- Arms
- Arms 1999 Calendar
- Appleseed
- Appleseed Data Book
- Appleseed 1988 Calendar
- Appleseed Hypernotes
- Black Magic
- The Continuity of Black Magic M-66
- Black Magic M-66 Sketch Book
- Dai gassaku
- Dominion Tank Police
- Phantom of Audience
- Dominion Club
- Dominion 1997 Calendar
- Exon Depot
- Gemcat 1998 Calendar
- Ghost in the Shell
- Ghost in the Shell 1.5
- Ghost in the Shell 2: ManMachine Interface
- Cyberdelics
- GitS Official Art Book
- The Ghost in Machine Head
- Gun Dancing
- Hide Hard
- Intron Depot 1
- Intron Depot 2 "Blades"
- Intron Depot 3 "Ballistics"
- Magic Caravan
- Millennium 2000 Calendar
- Neurohard: The Planet of Wasps
- Orion
- Orion Note
- Pile Up
- Rebirth 1999 Calendar

## Anime/filmy
- Appleseed
- Black Magic M-66
- Bounty Dog
- Dominion
- Ghost Hound
- Ghost in the Shell
- Gundress
- Landlock

## Gry
- Aimpoint (PC)
- Appleseed (Super Nintendo)
- Black Magic (PC)
- Eternal City (PC)
- Ghost in the Shell (PSOne)
- Horned Owl (PS)
- Gundress (PS)
- Orion (NRPG)
- Suraimu siyō! (PS)
- Trinea (Nintendo)
- Winds of Thunder (PC Engine)